# 水谷浩章
水谷 浩章（みずたに ひろあき、1963年 - ）は、日本のベーシスト、作曲家、編曲家、音楽プロデューサー。埼玉県出身。

## 経歴
20歳頃より音楽活動を開始。コントラバスを吉野弘志に師事し、コントラバス/エレクトリックベースの両方を駆使した独自の演奏スタイルを確立。グルーヴ感と幅広い音楽性に定評がある。
自己の主宰する「phonolite」（木管・金管・弦を含む10〜12人編成の変則ジャズ・オーケストラ）を中心に、「phonolite trio」「phonolite strings」など多様な編成で活動。
作曲家、編曲家、音楽プロデューサーとしても活動している。
2006年には「新宿ピット・イン40周年記念フェスティバル」に、大友良英ニュー・ジャズ・オーケストラの一員として出演し、菊地成孔、芳垣安洋らと共演した。
2024年には、ジョン・ゾーンのドキュメンタリー三部作の上映イベントにて、「伊那谷作戦 水谷浩章部隊14名」としてゾーンの代表作を演奏した。

## 主な共演・参加プロジェクト
1995年から1997年まで今堀恒雄率いる「Tipographica」のレコーディングレコーディングおよびフランス・ツアーに参加。
1997年より加古隆のプロジェクト「色を重ねて」（構成：天児牛大）に参加。
1998年より南博カルテットに参加し、『BIRD in BERLIN』『GO THERE!』『CELESTIAL INSIDE』などを録音。北京国際ジャズフェスティバルやデンマーク・ツアーにも参加。
1999年からは大友良英の「NEW JAZZ QUINTET」「New Jazz Ensemble」「ONJO」などで活動。『Flutter』『Tails Out』『ONJO plays Eric Dolphy’s Out To Lunch』『Live in Lisbon』など、多数の録音とヨーロッパ・ツアーに参加。
2000年より山下洋輔グループにも参加し、国内外のジャズフェスティバルに出演。
芳垣安洋のユニット「Vincent Atmicus」「EMERGENCY!」などにも参加。
その他、柳原陽一郎、MIYA、太田朱美らの作品もプロデュース。

## 主なリーダー作
- 『LowBlow／カフェおじさん』（1997年）
- 『phonolite／while I’m sleeping』（2003年）
- 『phonolite trio and ensemble／My Heart Belongs to Daddy』（2006年）
- 『phonolite／Still Crazy』（2008年）